# Yvonne Hijgenaar
Yvonne Hijgenaar (ur. 15 maja 1980 w Alkmaarze) – holenderska kolarka torowa, czterokrotna medalistka mistrzostw świata.

## Kariera
Do 2001 roku Yvonne Hijgenaar trenowała łyżwiarstwo szybkie, była nawet członkinią reprezentacji Holandii. W kolarstwie pierwszy sukces osiągnęła już w 2001 roku, kiedy została mistrzynią kraju w wyścigu na 500 m, a w sprincie indywidualnym była druga. Rok później wywalczyła brązowy medal mistrzostw Europy U-23 w wyścigu na 500 m. W 2004 roku brała udział w igrzyskach olimpijskich w Atenach, gdzie była piąta w wyścigu na 500 m i jedenasta w sprincie indywidualnym. Na mistrzostwach świata w Los Angeles w 2005 roku zdobyła brązowe medale w wyścigu na 500 m i keirinie, a na rozgrywanych dwa lata później mistrzostwach świata w Palma de Mallorca wspólnie z Willy Kanis wywalczyła srebrny medal w sprincie drużynowym. Podczas igrzysk olimpijskich w Pekinie w 2008 roku wzięła udział tylko w sprincie indywidualnym, który ukończyła na jedenastej pozycji. Ponadto na mistrzostwach świata w Prszukowie w 2009 roku zdobyła brązowy medal w omnium, ulegając tylko Australijce Josephine Tomic i Kanadyjce Tarze Whitten. Startowała także na mistrzostwach świata w Kopenhadze, gdzie najbliżej medalu była w omnium, w którym była czwarta, przegrywając walkę o podium z Leire Olaberrią z Hiszpanii.